# Дюбюиссон, Полин
Полин Дюбюиссон (11 марта 1927 года — 22 сентября 1963 года) — французская девушка, ставшая главной обвиняемой в громком деле об убийстве. О её короткой, но насыщенной событиями жизни впоследствии было снято несколько фильмов и написано несколько книг.

## Биография
Полин Дюбюиссон родилась 11 марта 1927 года, её отцом был полковник французской армии. Её детство прошло в богатом районе портового города Дюнкерк, а её семья считалась одной из самых известных и зажиточных в округе. Однако в июне 1940 года в Дюнкерк вошли немецкие войска, и городок, где жила Полин, стал базой кригсмарине — военно-морских сил нацистской Германии. Британские ВВС постоянно бомбили город, и дома семьи Дюбюиссон, которые сдавались в аренду, были разрушены. Резко выросла инфляция, и семья оказались на грани разорения. Полин знала немецкий язык и в 1944 году устроилась помощницей медсестры в военно-морской госпиталь. Она и её отец в целом симпатизировали немцам. Полин довольно рано начала сексуальную жизнь, в 17 лет она стала любовницей 53-летнего врача-немца. В 1945 году, после полного освобождения Франции, Полин подверглась унизительному народному наказанию — как и многих любовниц немецких оккупантов, её раздели догола, жестоко избили и обрили наголо, после чего группа мужчин безнаказанно изнасиловала её. Отец Полин, которого самого едва не расстреляли за предательство, при помощи связей спас себя и дочь, однако им спешно пришлось уехать из города.
Они переехали в город Лилль, где в 1946 году Полин поступила в местный медицинский институт, где познакомилась с 25-летним студентом по имени Феликс Байи, представителем богатой докторской семьи. Молодые люди быстро сблизились и Феликс сделал ей предложение руки и сердца. О прошлом девушки он ничего не знал. Девушка отказала ему, спустя год он снова сделает ей предложение и снова получит отказ. Полин презирала Феликса, в разговорах с подругами смеялась над ним и оскорбляла его. В 1949 году Феликс окончательно разочаровался в Полин и перевёлся на учёбу в Париж. Там он завёл роман со студенткой Моник Ломбард. Это очень не понравилось Полин, и она поехала в Париж на поиски Феликса, хотя адреса его не знала. В итоге она всё-таки нашла его и встретилась с ним. 17 марта 1951 года она застрелила Феликса прямо у него в квартире на 7 этаже, после чего открыла газ и вставила газовую трубу себе в рот, якобы чтобы покончить с собой (позднее суд признает это действие инсценировкой). Полин не пострадала, а вскоре была арестована.
В камере предварительного заключения Дюбюиссон попыталась перерезать себе вены, но её спасли. На суде она молчала, вела себя спокойно, не раскаивалась и ни о чём не просила. К процессу было приковано большое внимание прессы. Хотя прокурор просил смертной казни, Дюбюиссон была приговорена к пожизненным исправительным работам. В 1960 году она была помилована. Чтобы уйти от своего прошлого, она переехала в Марокко, где устроилась на работу в госпиталь. В Марокко она начала роман с инженером-нефтяником, который был младше её на шесть лет, у них был план пожениться. Однако мужчина узнал о прошлом Полин, и она честно ему всё рассказала, после чего пара рассталась. В 1963 году Полин Дюбюиссон покончила с собой.

## В массовой культуре
История Полин Дюбюиссон стала отправной точкой для фильма Анри-Жоржа Клузо «Истина» (1960) с Бриджит Бардо в главной роли.
В 2015 году вышли два романа, посвящённые Дюбюиссон: «Я пишу вам в темноте» (фр. Je vous écris dans le noir) Жан-Люка Сегля и «Полин Дюбюиссон: маленькая бабёнка» (фр. Pauline Dubuisson: La Petite Femelle) Филиппа Женады. В обоих романах предпринята попытка оправдать Дюбюиссон: Сегль сосредотачивает внимание на перенесённых ею в детстве и юности душевных травмах; Женада, напротив, утверждает, что история о пережитом ею изнасиловании не соответствует действительности, а само убийство было непредумышленным, но справедливому расследованию помешали царившая в послевоенном французском обществе мизогиния, а также христианские взгляды адвоката подсудимой, стремившегося добиться не столько её оправдания, сколько её раскаяния.
По роману Сегля в 2023 году был поставлен моноспектакль актрисы Сильвии Ван Клевен. По роману Женада в 2021 году был снят телефильм Филиппа Фокона.